# Elektrische flux
De elektrische flux door een oppervlak {\displaystyle S} is de oppervlakte-integraal van de elektrische veldsterkte door {\displaystyle S}. De elektrische flux kan worden gezien als een maat voor het aantal veldlijnen door {\displaystyle S} en wordt uitgedrukt in Vm of Nm²/C. Als symbool voor de flux wordt doorgaans de Griekse hoofdletter {\displaystyle \Psi }, de Psi, gebruikt.
{\displaystyle \Psi =\iint _{S}\mathbf {E} \cdot \mathbf {\mathrm {d} A} }
Daarin is:
- {\displaystyle \mathbf {E} } de elektrische veldsterkte in V/m
- {\displaystyle S} het gedefinieerde oppervlak
- {\displaystyle \mathbf {\mathrm {d} A} } de oppervlakte-elementen van {\displaystyle S} of gelijkwaardig daarmee, daar per oppervlakte-element de normaalvector op, in m².

## Overige
- De wet van Gauss, de eerste wet van Maxwell, is een divergentiestelling, die het verband legt tussen de elektrische flux door een gesloten oppervlak {\displaystyle S} en de elektrische lading die zich in het volume bevindt, dat door {\displaystyle S} wordt omsloten.
- De magnetische flux door een oppervlak wordt voor een magnetisch veld op een overeenkomstige manier gedefinieerd.